# Prințul Arthur de Connaught
Prințul Arthur de Connaught și Strathearn (Arthur Frederick Patrick Albert; 13 ianuarie 1883 – 12 septembrie 1938) a fost membru al familiei regale britanice, nepot al reginei Victoria. Prințul Arthur a deținut titlul de prinț britanic. A servit ca Guvernator-General al Uniunii Africii de Sud din 20 noiembrie 1920 până la 21 ianuarie 1924.